# 變聲器
變聲器又稱语音变换器，是指一种改变錄音者的語音或其他人的語音的音调、音高以達到聲音失真的電子设备或軟件。變聲器可以讓男声变成女声，或讓女声变成男声。男女變聲的核心因素是音调，變聲器通過修改聲音音調以達到男女變聲的效果。